# George Edwards (naturalista)
George Edwards (3 April 1694 – 23 juliol 1773) va ser un naturalista i ornitòleg anglès, i és conegut com «el pare de l'ornitologia britànica».
Edwards va néixer a Stratford, Essex. En els seus anys de joventut va viatjar extensament a través del continent europeu, estudiant història natural, i va obtenir alguns reconeixements pels seus dibuixos d'animals a color, especialment d'ocells.

## Bibliotecari del Royal College of Physicians
El 1733, recomanat per Sir Hans Sloane, va ser contractat com a bibliotecari del Royal College of Physicians de Londres. Sir Hans Sloane, fundador del Museu Britànic, havia contractat Edwards com a pintor d'història natural feia alguns anys. Aquest havia dibuixat figures de miniatura d'animals per encàrrec de Sloane. Edwards es reunia amb ell un cop per setmana per compartir novetats i un cafè. Sloane sufragava les despeses d'Edwards amb un pagament anual. Va servir com a bibliotecari durant trenta-sis anys. Alhora, va ser nomenat Fellow de la Royal and Antiquarian Society. I també va ser premiat amb la Medalla Copley.

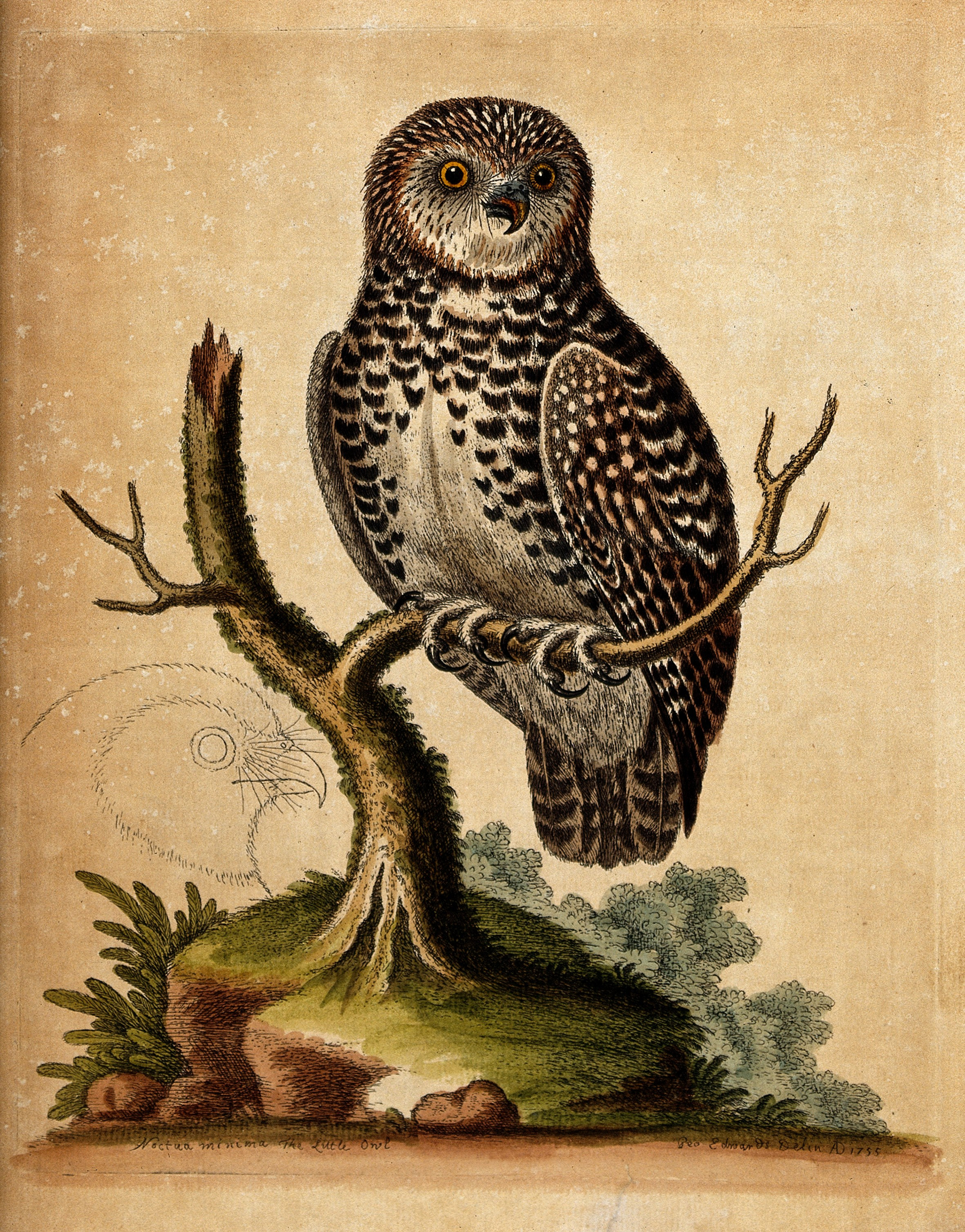
Aiguafort de Gleanings, vol. I: The little owl

## Ornitologia
El 1743 va publicar el primer volum de la seva A Natural History of Uncommon Birds, el quart volum del qual apareixeria el 1751, i tres volums de suplement, sota el títol Gleanings of Natural History, que serien publicats el 1758, 1760 i 1764 respectivament. Les dues obrs incorporen gravats i descripcions de més de 600 temes d'història natural que no havien estat descrts o informats. Així mateix, va afegir un índex general en francès i anglès, el qual seria subministrat després amb els noms de la classificació lineana pel mateix Carl von Linné, amb qui va mantenir una correspondència freqüent.
Aproximadament cap el 1764 es va retirar a Plaistow, Essex, on trobaria la mort a l'edat dels vuitanta.

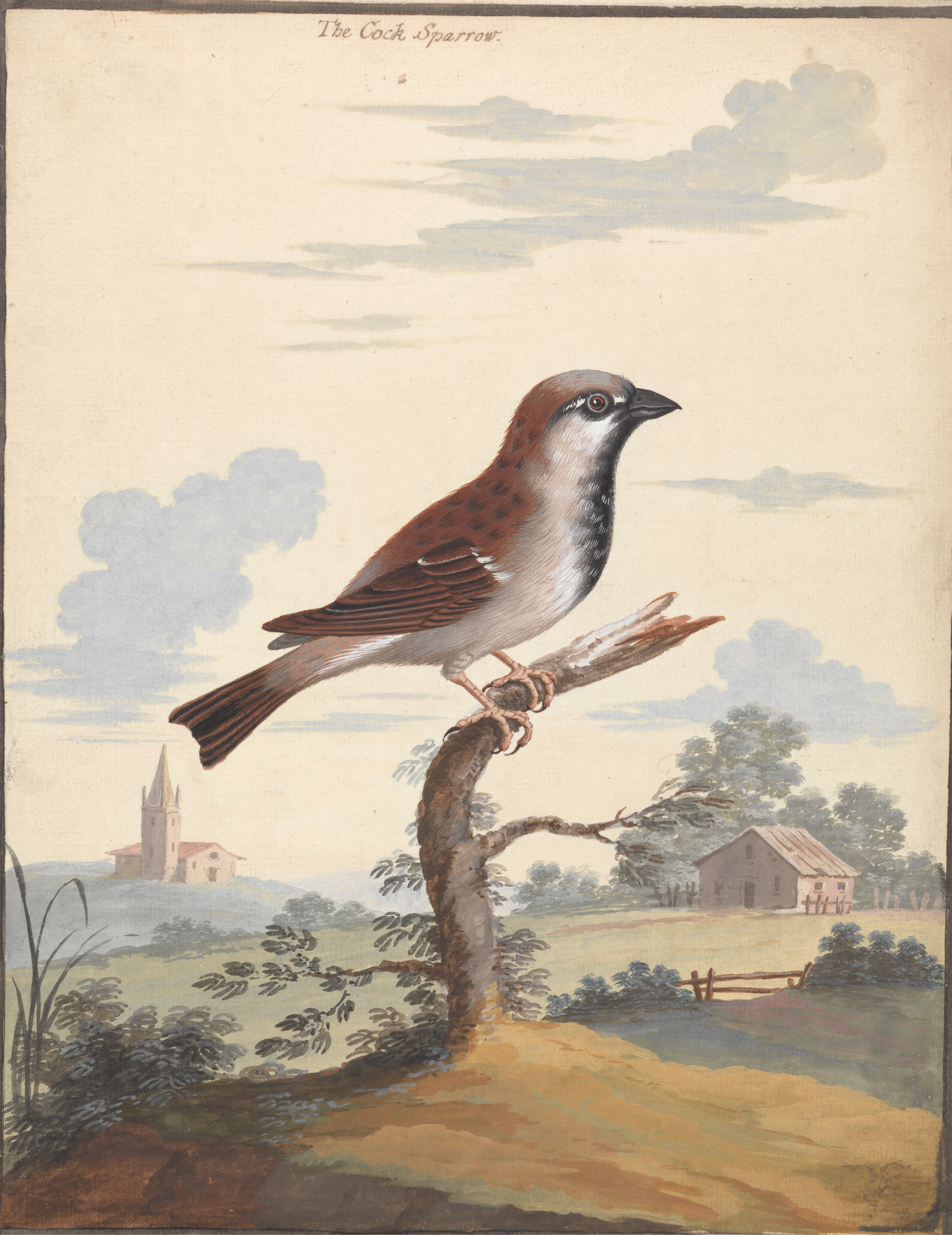
The Cock Sparrow, sense datar, per George Edwards.

També va escriure Essays of Natural History (1770), Elements of Fossilogy (1776).
Les làmines d'Edwards van aparèixer a l'obra de Johann Seligmann Sammlung verschiedener ausländischer und seltener Vögel. Alguna de les làmines en color que van aparèixer a la seva Natural History of Birds van ser pintades per Peter Paillou.
Diadophis punctatus edwardsii, una subespècie de serp Nord-americana, va ser anomenada en honor seu.

## Citacions
Art and Nature, like two Sisters, should always walk hand in hand, so that they may reciprocally aid and assist other.
(L'art i la natura, com dues germanes, sempre han d'anar de la mà, de manera que puguin ajudar i assistir recírprocament l'una a l'altra)
George Edwards vers 1743